# Icon (musikalbum av Queen)
Icon är ett samlingsalbum av det brittiska rockbandet Queen, utgivet 2013.

## Låtlista
| Nr  | Titel                      | Kompositör                                            | Längd |
| --- | -------------------------- | ----------------------------------------------------- | ----- |
| 1.  | Stone Cold Crazy           | John Deacon, Brian May, Freddie Mercury, Roger Taylor | 2:14  |
| 2.  | Tie Your Mother Down       | May                                                   | 4:50  |
| 3.  | Fat Bottomed Girls         | May                                                   | 4:16  |
| 4.  | Another One Bites the Dust | Deacon                                                | 3:34  |
| 5.  | We Will Rock You           | May                                                   | 2:02  |
| 6.  | We Are the Champions       | Mercury                                               | 3:02  |
| 7.  | Radio Ga Ga                | Taylor                                                | 5:46  |
| 8.  | Bohemian Rhapsody          | Mercury                                               | 5:55  |
| 9.  | I'm in Love with My Car    | Taylor                                                | 3:05  |
| 10. | I Want It All              | Queen (May)                                           | 4:40  |
| 11. | The Show Must Go On        | Queen (May)                                           | 4:32  |